# Правни акт
Правни акт представља скуп правних норми који се налази у одговарајућој форми, и који уређује неку правну ситуацију између правних субјеката. Правни акт се користи као средство стварања и примене права.
Правни акт се састоји из два елемента:
- одлука воље (психички акт) и
- изјава воље (спољни акт)[1]

Појам правни акт се односи на писане језичке облике и текстове који у себи садрже правне норме (нормативни правни акт), али се такође односи и на људске радње које имају правна дејства (правне радње).

## Садржина и форма правног акта
Правни акт се састоји из два дела: главног и споредног.
1. Главни део подразумева изјаву воље која ствара нова права или мења и укида претходна права, односно која доводи до правне последице и тако мења правни поредак. По главном делу правног акта се правни акти даље деле на:
  1. Акти којима се стварају правне норме
  2. Акти којима се стварају услови за примену правне норме
2. Споредни део означава о којој врсти правног акта је реч, који субјект га је донео, место и време доношења, у ком циљу, итд.

Под формом правног акта се подразумева скуп материјалних средстава (чинилаца) и поступака (начина) којима се он у ствари изражава.
Надлежност за доношење и измену правног акта подразумева овлашћење и обавезу правних субјеката да доносе и мењају правне акте. Постоје две врсте субјеката који имају ова овлашћења:
- Државни органи
- Недржавни субјекти

При доношењу правног акта мора се испоштовати одређени поступак. Такав поступак садржи конкретне радње које творац акта мора да изврши како би се добио правни акт. Поступак може бити једноставан или сложен, кратак или дуготрајан, скраћен или редован, и сл.
Односом садржине и форме правног акта бави се правна наука, која је допринела настајању правне дисциплине, номотехнике.
Номотехника се бави изучавањем правилности и даје упутства за правилно уобличавање правних аката.

## Подела
Правни акти могу се поделити на оне којима се ствара потпуна правна норма и на оне којима се ствара један од елемената правне норме. Од посебног значаја је подела правних аката на:
1. Опште правне акте
2. Појединачне правне акте

#### Општи правни акти
Општи правни акт садржи општу правну норму из које произилазе појединачни правни акти, односно појединачне правне норме. Ту спадају Устав (највиши правни акт једне земље), закони и подзаконски акти.

#### Појединачни правни акти
Појединачни правни акт садржи појединачну правну норму. То су углавном писани текстови или усмени искази који у себи садрже индивидуалне правне норме. Могу бити потпуни и непотпуни.

## Важење правних аката
Важење правних аката се одвија у тзв. „сферама важења“, односно у одређеним временским и просторним оквирима. Када се говори о временском важењу постоје два битна момента: када акт почиње да важи и када престаје да важи.

## Законитост правних аката
Начелом законитости или легалитета се исказује хијерархија између виших и нижих правних аката у правном систему, тј. међусобни однос између тих аката.
Начело законитости је основни принцип правног система који захтева да сви правни акти буду у складу са вишим правним актом који регулише исте односе.
Ово начело има два аспекта:
1. Формална законитост
2. Материјална законитост

Постоји још једна подела на:
1. Објективну законитост
2. Субјективну законитост

Објективну законитост утврђује надлежни орган кроз прописани поступак, док се код субјективне законитости говори о властитом уверењу грађана о законитости правног акта.

#### Формална законитост
Формална законитост представља захтев да се форма испоштује. Постоје три захтева која се морају испунити да би се остварила формална законитост а односе се на:
- надлежност
- поступак и
- облик.

#### Материјална законитост
Материјална законитост је захтев да садржај нижих правних аката буде усклађен са садржајем виших правних аката који се односе на исте друштвене односе.

## Галерија
- Насловна страна Устава Кнежевине Србије из 1835. године
- Прва страна Устава Кнежевине Србије из 1835. године